# 블레어 브라운
블레어 브라운(Blair Brown, 1947년 4월 23일 ~ )은 미국의 배우이다.

## 출연 작품
- 스페이스 카우보이